# 徳島県郷土文化会館
徳島県郷土文化会館（とくしまけんきょうどぶんかかいかん）は、徳島県徳島市藍場町にある多目的ホールを中心とする複合文化施設である。藍場浜公園内にあり新町川に面している。設計は西山夘三。2009年4月1日より阿波銀行に命名権を売却したことに伴い、「あわぎんホール」の愛称がつけられた。2025年3月に契約を更新し、2030年まではこの名称としている。

## 概要
開館時間
- 9:00～21:30（展示室は17:00まで）年末年始は休館。

## 施設
- 1階 - 多目的ホール（809席）
- 2階 - 特別展示室
- 3階 - 展示室
- 4–5階 - 会議室 等